# Прери Фарм (Висконсин)
Прери Фарм (енгл. Prairie Farm) град је у америчкој савезној држави Висконсин.

## Демографија
По попису из 2010. године број становника је 473, што је 35 (-6,9%) становника мање него 2000. године.
| Група             | 2000.       | 2010.       |
| Белци             | 489 (96,3%) | 461 (97,5%) |
| Афроамериканци    | 0 (0,0%)    | 0 (0,0%)    |
| Азијати           | 0 (0,0%)    | 0 (0,0%)    |
| Хиспаноамериканци | 16 (3,1%)   | 10 (2,1%)   |
| Укупно            | 508         | 473         |